# Zohra Lampert
Zohra Lampert (ur. 13 maja 1931 w Nowym Jorku) – amerykańska aktorka filmowa i telewizyjna.

## Filmografia
seriale
- 1953: The United States Steel Hour
- 1963: Spotkanie z Alfredem Hitchcockiem jako Maria (odcinek: A Tangled Web)
- 1968: Hawaii 5-0 jako Anita Newhall
- 1976: Serpico jako Anne
- 1985: The Equalizer jako Veronica Whitney

film
- 1959: Odds Against Tomorrow jako dziewczyna w barze
- 1960: Pay or Die jako Adelina Saulino
- 1961: Wiosenna bujność traw jako Angelina
- 1975: Ladies of the Corridor jako Mildred Tynan
- 1977: Premiera jako Dorothy Victor
- 1985: Alphabet City jako mama
- 1985: Izzy and Moe jako Esther Einstein
- 1990: Egzorcysta III jako Mary Kinderman
- 2010: Zenith jako pani Minor